# Bataille de Harlaw
La bataille de Harlaw (en gaélique écossais Cath Gairbheach) est une bataille qui opposa des clans écossais le 24 juillet 1411 au nord d'Inverurie dans l'ancienne région d'Aberdeenshire. C'est l'une des batailles dans lesquelles s'affrontèrent au Moyen Âge les barons de l'Écosse du nord-est et ceux de la côte ouest. Bien que souvent décrite comme un conflit entre habitants des basses terres et Highlanders, Harlaw fut une bataille entre les Gaëls, parlant gaélique, de l'ouest et ceux, parlant anglais, de l'est. 

## Les causes
La bataille fut livrée à cause d'une rivalité sanglante concernant les droits sur le comté de Ross, une grande région du nord de l'Écosse. Le duc d'Albany, régent d'Écosse, avait pris le contrôle du comté en tant que gardien pour le compte de sa petite-fille, Euphémie II, comtesse de Ross, fille du comte précédent de santé fragile qui entre au couvent en 1411. Les droits de celle-ci furent contestées par Domhnall, le seigneur des Îles, qui s'était marié à Mariota, la tante d'Euphémie II.

## Le combat et ses conséquences
Domhnall après avoir rassemblé ses alliés le clan Maclean derrière son chef Red Hector of the Battles le clan MacLeod conduit par Fierce Ian de Dunvegan, le clan Cameron sous les ordres de Donald Dubh et les MacKintosh sous ceux de leur 10e chef Calum Beg, prend la tête de 10 000 hommes. 
Après avoir dévasté la cité royale d'Inverness il  bat des forces du clan Mackay (en) et des Fraser à Dingwall. Il prend le château de Dingwall et avança ensuite sur Aberdeen. Il est arrêté à une trentaine de kilomètres de la ville par quelques milliers de combattants, réunis à la hâte par le comte de Mar accompagné de James Scrymgeor, porte-étendard royal et connétable de Dundee, Alexandre Ogilvy chef du nom et shériff héréditaire d'Angus, Robert Davidson prévôt d'Aberdeen et les milices urbaines d'Aberdeen qui craignaient à juste titre les hommes des Îles.  
Après une journée de farouches combats sans résultat décisif, Domhnall et ses troupes se retirèrent durant la nuit pour regagner les îles de la côte ouest. Le comte de Mar avait ainsi sauvé Aberdeen de l'invasion et, moins d'un an plus tard, le duc d'Albany avait reconquis le comté tout entier et forcé Domhnall à se soumettre. Toutefois, après la mort de son mari en 1423 ainsi que celle de John Stuart, qui avait récupéré le titre, en 1424, Mariota finit par être reconnue comtesse de Ross en 1437 et les seigneurs des Îles conservèrent ce titre jusqu'en 1476.
La férocité des combats livrés à Harlaw lui ont valu le surnom de « Red Harlaw ». Le souvenir de cette bataille a été commémoré par la fondation de la chapelle de Garioch par le comte de Mar ainsi que par l'érection d'un monument de plus de 12 mètres de hauteur en 1911. Plusieurs ballades écossaises, dont l'une est évoquée par Walter Scott dans L'Antiquaire, entretiennent également le souvenir de cette bataille.

### Sources
- (en) Cet article est partiellement ou en totalité issu de l’article de Wikipédia en anglais intitulé « Battle of Harlaw » (voir la liste des auteurs).